# Robert Změlík
Robert Změlík (nacido el 18 de abril de 1969) es un atleta Checo especialista en pruebas combinadas. Ganó la medalla de oro en los Juegos Olímpicos de Barcelona 1992 en el Decatlón. También ganó la medalla de oro en el Campeonato mundial de Atletismo en pista cubierta de París en 1997 en la modalidad de Heptatlón.

## Mejores marcas
- 100 m lisos - 10,55s
- Salto de longitud - 8,09m
- Lanzamiento de peso - 14,83m
- Salto de altura - 2,11m
- 400 m lisos - 48,20s
- 110 m vallas - 13,72s
- Lanzamiento de disco 46,02m
- Salto con pértiga - 5,40m
- Lanzamiento de Javalina - 67,20m
- 1500 m lisos - 4:21,24

- Datos: Q707080